# (5207) Hearnshaw
(5207) Hearnshaw est un astéroïde de la ceinture principale.

## Description
(5207) Hearnshaw est un astéroïde de la ceinture principale. Il fut découvert le 15 avril 1988 à Lac Tekapo par Alan C. Gilmore et Pamela M. Kilmartin. Il présente une orbite caractérisée par un demi-grand axe de 2,55 UA, une excentricité de 0,19 et une inclinaison de 12,8° par rapport à l'écliptique.

## Compléments